# Sotrostmossa
Sotrostmossa (Marsupella andreaeoides) är en levermossart som först beskrevs av Sextus Otto Lindberg, och fick sitt nu gällande namn av K. Müll.. Sotrostmossa ingår i släktet rostmossor, och familjen Gymnomitriaceae. Enligt den svenska rödlistan är arten otillräckligt studerad i Sverige. Arten förekommer i Övre Norrland. Artens livsmiljö är fjäll, våtmarker.